# Eubria palustris
Eubria palustris – gatunek chrząszcza z rodziny Psephanidae i podrodziny Eubriinae.

## Taksonomia
Gatunek opisany został w 1818 roku przez Ernsta Friedricha Germara, jako Cyphon palustris.

## Opis
Ciało długości od 2 do 2,5 mm, okrągławe, brunatnożółto ubarwione z brunatnoczarnymi głową i przedpleczem oraz jaśniejszymi stopami, delikatnie, białawo owłosione. Pokrywy o wyraźnych kątach barkowych.

## Biologia i ekologia
Zasiedla tereny nizinne i górskie, docierając do 1700 m n.p.m.. Larwy są eurytermiczne i żyją w wodach bieżących o dużej zawartości wapnia. Dorosłe spotyka się w czerwcu i lipcu na wilgotnych machach i roślinności nadbrzeżnej nad małymi potokami, stawami, leśnymi zbiornikami, mokradłami i bagnistymi łąkami.

## Rozprzestrzenienie
W Europie wykazany został z Austrii, Belgii, Chorwacji, Czech, Danii, Finlandii, Francji, Grecji, Hiszpanii, Holandii, byłej Jugosławii, Korsyki, Łotwy, Niemiec, Polski, Portugalii, Rosji, w tym obwodu królewieckiego, Rumunii, Słowacji, Słowenii, Szwajcarii, Sycylii, Ukrainy, Węgier i Włoch. Ponadto znany z Kaukazu i Afganistanu
W Polsce jedyny przedstawiciel rodziny, podawany z nielicznych miejscowości, z terenu całego kraju.